# وس فودرینگهام
وس فودرینگهام (انگلیسی: Wes Foderingham؛ زادهٔ ۱۴ ژانویهٔ ۱۹۹۱) بازیکن فوتبال اهل بریتانیا است که در حال حاضر برای باشگاه فوتبال وستهام یونایتد بازی می‌کند. 
از باشگاه‌هایی که در آن بازی کرده است می‌توان به باشگاه فوتبال بروملی، باشگاه فوتبال سوئیندون تاون، باشگاه فوتبال کریستال پالاس، باشگاه فوتبال رنجرز، باشگاه فوتبال هیستون، باشگاه فوتبال بورم‌وود، و باشگاه فوتبال فولام اشاره کرد.
وی همچنین در تیم‌های ملی فوتبال زیر ۱۶ سال انگلستان، زیر ۱۷ سال انگلستان، و زیر ۱۹ سال انگلستان بازی کرده است.